# Госьцерадув-Плебанський
Госьцерадув-Плебанський (пол. Gościeradów Plebański) — село в Польщі, у гміні Госьцерадув Красницького повіту Люблінського воєводства.
Населення — 370 осіб (2011).
У 1975-1998 роках село належало до Тарнобжезького воєводства.

## Демографія
Демографічна структура станом на 31 березня 2011 року:
|          | Загалом | Допрацездатний вік | Працездатний вік | Постпрацездатний вік |
| -------- | ------- | ------------------ | ---------------- | -------------------- |
| Чоловіки | 191     | 45                 | 126              | 20                   |
| Жінки    | 179     | 31                 | 103              | 45                   |
| Разом    | 370     | 76                 | 229              | 65                   |